# Бойцов, Евгений Васильевич
Евгений Васильевич Бойцов (7 января 1919, д. Шубино, Новгородская губерния — 3 апреля 1945) — участник Великой Отечественной войны, командир роты 289-го стрелкового Нарвского полка 120-й стрелковой Гатчинской Краснознамённой дивизии 21-й армии (1-й Украинский фронт), Герой Советского Союза (1945).

## Биография
Евгений Васильевич Бойцов родился в семье крестьянина. После окончания средней школы учился в Ленинградском институте инженеров гражданского воздушного флота.
В 1941 году призван в Красную Армию. В том же году окончил инженерный факультет Военно-Воздушной академии и краткосрочные курсы по подготовке преподавателей школ ВВС при Военно-Воздушной инженерной академии, позднее работал преподавателем Челябинской военной авиационной школы механиков. В 1943 году после окончания курсов младших лейтенантов направлен на фронт.
20 января 1945 года рота Е. В. Бойцова первой ворвалась в Мжиглуд (Польша), уничтожив в ходе боя свыше 50 немецких солдат. 23 января первой форсировав Одер, рота вышла на западную окраину деревни Одерфельде, находившуюся в 7 км южнее города Оппельн, и, удерживая захваченный плацдарм, обеспечила переправу других частей дивизии.
3 апреля 1945 года старший лейтенант Е. В. Бойцов скончался от ран и был похоронен в городе Намслау.
10 апреля 1945 года Евгению Васильевичу Бойцову присвоено звание Героя Советского Союза (посмертно).

## Награды
- Герой Советского Союза (1945)
- Орден Ленина
- Орден Красной Звезды (1944)
- медали

## Память
В деревне Ярцево Любытинского района Новгородской области установлен обелиск в его честь и названа улица.